# Arťom
Arťom (rusky Артём) je město v Přímořském kraji v Ruské federaci. Při sčítání lidu v roce 2010 mělo přes sto tisíc obyvatel.

## Poloha
Arťom leží v jižní části Přímořského kraje. Jeho jihozápadní předměstí Uglovoje leží na břehu zálivu Uglovoj, který je vnitřním zálivem Amurského zálivu Japonského moře.
Od Vladivostoku, správního střediska Přímořského kraje, je Arťom vzdálen 53 kilometrů na severovýchod, přičemž je s ním spojen souvislou příbřežní zástavbou.

### Doprava
Dva kilometry severně od Arťomu leží letiště Vladivostok. Přes Arťom samotný vede větev transsibiřské magistrály končící v Nachodce, která se od hlavní větve do Vladivostoku odděluje v předměstí Uglovoje.
V září 2024 je plánováno otevření největšího suchého přístavu v Rusku, které bude poskytovat kompletní železniční, terminální, skladové a celní služby.

## Dějiny
Arťom byl založen v roce 1924 u uhelného dolu a pojmenován po revolucionáři Fjodoru Andrejevičovi Sergejevovi, známém pod přezdívkou Arťom. Městem je od roku 1938.